# Морозов, Юрий Иванович (хоккеист)
Юрий Иванович Морозов (31 марта 1938, Москва — 26 мая 2022, там же) — советский хоккеист, нападающий, заслуженный мастер спорта СССР (1970), заслуженный тренер России.

## Биография
В 16-летнем возрасте Юрий Морозов играл за футбольный клуб «Химик» (Воскресенск), который выступал в классе «Б». Николай Эпштейн предложил ему попробовать поиграть за хоккейный клуб «Химик». С этого и начались выступления Морозова на чемпионатах СССР по хоккею.
Юрий Морозов выступал за команду «Химик» в 1957—1971 и 1972—1973 годах, в её составе в 1965 и 1970 годах завоёвывал бронзовые медали чемпионата СССР. Всего в составе «Химика» в чемпионатах СССР провёл 450 матчей, забросив 170 шайб.
6 декабря 1961 года в Москве принял участие в товарищеском матче сборной СССР против сборной Швеции (2:5), в котором забросил одну шайбу.
После окончания карьеры игрока работал тренером в различных клубах. Был старшим тренером «Химика» (1975—1979 и 1980—1982), а затем — горьковской хоккейной команды «Торпедо» (1983—1985).
Юрий Морозов скончался 26 мая 2022 года на 85-м году жизни.

## Достижения
- Бронзовый призёр чемпионата СССР — 1965, 1970[1].
- Чемпион зимней Универсиады 1966[2].